# معن بن اوس
عمرو بن أدین طابخة بن الیاس بن مضر بن نزار بن معد بن عدنان، معروف به معن بن اوس مزنی شاعر پیش از اسلام است که بعدها اسلام را پذیرفت و صحابه پیامبر اسلام شد. 

## زندگی و اشعار
زهیر بن ابی سلمی از مشهورترین شاعران جاهلیت، در جمعی از اصحاب او را ستود. 
او در شام و بصره نزد عبدالله بن عباس و عبدالله بن جعفر بن ابی طالب دارای احترام بود و تا پایان عمر در بصره ماند.
وی با عمر بن خطاب نیز هم عصر بود و معاویة بن ابی‌سفیان در وصف او گفت:

زهیر بن ابی سلمی و کعب بن اشرف شاعران بزرگ جاهلیت، و معن بن اوس شاعر بزرگ اسلام هستند 

او از جمله شاعران پیش از اسلام بود که از جمله شاعرانی بود که دارای معلقات بود. 
معن بن اوس، عتبة بن ربیعه، عامر بن ظرب و لقیط بن زراره از شاعران پیش از اسلام هستند که نمونه رفتار نیک آنها نسبت به دخترانشان بیان شده است. معن بن اوس سه دختر داشت و به قدری عاشق آنها بود که حاضر نبود به جای آنها پسر داشته باشد. او معتقد بود که دختران اصلح و باوفاتر از پسران به پدر و مادر هستند. در هنگام بیماری پدر و مادر، از آنها پرستاری می‌کنند. اگر بیماری آنها طول بکشد، پایداری و استقامت می‌کنند و در هنگام فوت والدین نیز برای آنها مرثیه سرایی می‌کنند. او نام دخترانش را با افتخار، بهمراه نام دختران خدایان می آورد.  

### نمونه اشعار معن بن اوس در مورد دخترانش
| رأیت رجالا یکرهون بناتهم     |  | و فیهن لاتُکذّب نساء صوالح |
| و فیهن و الأیام یعثرن بالفتی |  | عوائد لا یمللنه و نوائح  |

ترجمه فارسی:

مردانی را دیدم که داشتن دختران را ناپسند می شمارند، حال آنکه زنان صالح هرگز مورد تکذیب واقع نمی‌شوند.
آنگاه که روزگار برخلاف مراد جوانمردی سپری می‌شود، در بین زنان عبادت کنندگانی هستند که او را ملول نمی‌کنند و نوحه گرانی هستند که به سوگواری می‌پردازند
| یا حبذا ام‌الحکم    |  | کانها ریم أجمّ  |
| یا بعلها ما ذا یَشَمّ |  | ساهم فیها فَسَهم |

ترجمه فارسی:

ام حکم چه دختر خوبی است، گویا آهوی نیزه زار است. خوشا به حال شوهرش چه چیز می‌بوید، شوهر او از این عطرآگینی او بهره دارد.

### مطلع معلقه
| فَيَا عَجَبًا لمن رَبَّيْتُ طِفْلاً |  | ألقَّمُهُ بأطْراَفِ الْبَنَانِ   |
| أعلِّمهُ الرِّماَيَةَ كُلَّ يوَمٍ   |  | فَلَمَّا اسْتَدَّ ساَعِدُهُ رَمَاني |
| وَكَمْ عَلَّمْتُهُ نَظْمَ الْقَوَافي  |  | فَلَمَّا قَال قَافِيَةً هَجَاني  |
| أعلِّمهُ الْفُتُوَّةَ كُلَّ وَقْتٍ    |  | فَلَمَّا طَرَّ شارِبُهُ جَفَاني   |

| ورثنا المجد عن آباء صدق  |  | أســــأنا في ديــارهم الصنيعا |
| إذا الحسب الرفيع تواكلته |  | بناة السوء أوشك أن يضيعا      |

| فيا أيها المرء الذى ليس صامتا |  | ولا ناطقا أن قال فصلا ولا عدلا |
| إذا قلت فاعلم ما تقول ولا تكن |  | كحاطب ليل يجمع الدق و الجزلا   |
| مزينة قومى إن سألت فإنهم      |  | لهم عزة لا تستطيع لها نقلا     |
| نقول فيرضى قولنا ونعينه       |  | ونحن أناس نحسن القيل و الفعلا  |
| فكم من عدو قد أباحت رماحنا    |  | وكم من صديق نال من سيبنا سجلا  |

| وذى رحم قلمت أظافر ضغنه   |  | بحلمى عنه وهو ليس له حلم      |
| إذ سمته وصل القرابة سامنى |  | قطيعتها، تلك السفاهة و الإثم  |
| ويسعى إذا ابنى لهدم صالحى |  | وليس الذى يبنى كمن شأنه الهدم |
| يحاول رغمى لا يحاول غيره  |  | وكالموت عندى أن ينال له رغم   |
| فمازلت في لين له وتعطفى   |  | عليه كما تحنو على الولد الأم  |

## بن‌مایه
- صفا، ذبیح‌الله (۱۳۸۱)، تاریخ ادبیات ایران (جلد اول)، تهران: ققنوس، ص. ۵۷، شابک ۹۶۴-۳۱۱-۰۱۳-۳